# 山口県道35号豊浦菊川線
山口県道35号豊浦菊川線（やまぐちけんどう35ごう とようらきくがわせん）は、山口県下関市豊浦町小串と下関市菊川町楢崎を結ぶ県道（主要地方道）である。

## 概要
山口県下関市豊浦町小串と下関市菊川町楢崎を結ぶ。

### 路線データ
- 起点：下関市豊浦町小串（国道191号交点）
- 終点：下関市菊川町楢崎（岡田上交差点、国道491号交点）

## 歴史
1993年（平成5年）に国道491号が昇格するまでは下関市菊川町上岡枝が終点だった。
- 1993年（平成5年）5月11日 - 建設省から、県道豊浦菊川線が豊浦菊川線として主要地方道に指定される[1]。
- 2018年（平成30年）3月23日 - ダブルウェイが解消され、起点が変更される[2]。これにより、下関市豊浦町小串の狭隘区間の一部（最狭3.5m）が市道に降格される。

## 地理

### 通過する自治体
- 下関市

### 交差する道路
- 国道191号（下関市豊浦町小串、起点）
- 山口県道262号豊浦豊田線（下関市豊浦町川棚）
- 山口県道261号豊浦久野線（下関市菊川町久野）
- 国道491号（山口県道260号宇賀山陽線 重複）（下関市菊川町楢崎・岡田上交差点、終点）

### 沿線にある施設など
- 小串警察署
- 下関市立夢が丘中学校
- 豊浦斎場
- 小串エヒメアヤメ自生南限地帯
- 川棚のクスの森